# 陳于宸
陳于宸（1583年—1646年），字赓明，號葵若，雲南蒙化卫军籍，直隶庐州府英山县人，明朝、南明政治人物。

## 生平
萬曆三十一年（1603年），陳于宸中式癸卯科雲南乡试第二名舉人，萬曆三十四年（1607年）成進士，曾擔任四川定遠知縣，調任巴縣知縣，不久致仕回鄉。他個性公正不阿，回鄉後在樂道隱居，隆武二年（1646年）沙定洲作亂，他責罵流寇而遇害，得在鄉賢祠祭祀。

## 身后
清朝追諡節愍。

## 家族
曾祖陳越。祖父陳文略。父陳子美，训导。母王氏。具庆下。兄于密。弟于寀、于官。